# 17649 Brunorossi
17649 Brunorossi è un asteroide della fascia principale. Scoperto nel 1996, presenta un'orbita caratterizzata da un semiasse maggiore pari a 2,6110731 UA e da un'eccentricità di 0,1801822, inclinata di 15,50054° rispetto all'eclittica.